# 399.ª Divisão de Infantaria (Alemanha)
A 399ª Divisão de Infantaria (em alemão:399. Infanterie-Division) foi uma unidade militar que serviu no Exército alemão durante a Segunda Guerra Mundial.

## Comandantes
| Comandante                      | Data                                       |
| ------------------------------- | ------------------------------------------ |
| Generalmajor Helmuth von Kropff | 15 de março de 1940 - 20 de agosto de 1940 |

## Área de operações
| Prússia Oriental | de março de 1940 - agosto de 1940 |